# Z-Stoff
El Z-Stoff (o "sustancia Z" en alemán) era el nombre en clave alemán para un oxidante que consiste en permanganato de potasio KMnO4 de permanganato de sodio NaMnO4, e incluso permanganato de calcio Ca(MnO4)2 diluido en agua, empleado como catalizador para la descomposición exotérmica del T-Stoff. La mezcla de T-Stoff y Z-Stoff producía vapor de agua y oxígeno y se empleó en el motor en frío del avión Messerschmitt Me 163A y en varios misiles guiados iniciales, así como en el motor de refuerzo utilizado con el misil guiado antibuque Henschel Hs 293. También se empleó para mover las turbobombas de combustible en aviones y cohetes como el V-2. Incluso se empleó para la propulsión de submarinos del Tipo XVII mediante turbinas walter. 
La reacción produce dióxido de manganeso, que tiende a obstruir los generadores de gas. Las generaciones posteriores utiliza catalizador de estado sólido en lugar de su solución en agua.
Cuando se mezclaba el T-Stoff con C-Stoff no se necesitaba el Z-Stoff ya que el C-Stoff no solo descomponía el T-Stoff sino que ardía con él.